# Fink und Fliederbusch
Fink und Fliederbusch ist eine Komödie in drei Akten von Arthur Schnitzler, die am 14. November 1917 im Volkstheater in Wien uraufgeführt wurde. Erzählt wird, wie ein Journalist damit Erfolg hat, dass er bei einer Zeitung und einer Wochenschrift Angriffe auf seine Texte im jeweils anderen Medium publiziert. Der Text erschien 1917 gedruckt bei S. Fischer in Berlin.

## Entstehung
Die Entstehungsgeschichte reicht bis in die 1890er Jahre zurück, wobei zwei ursprünglich getrennt entwickelte Stoffe für die veröffentlichte Fassung zusammengeführt wurden: Das eine das sogenannte „Journalistenstück“, in dem der Sohn eines Zeitungsherausgebers ein Duell für den Vater fechten muss: „Ein Sohn, der sich für die dummen oder gar schwindelhaften Ideen des Vaters schlagen muß u. stirbt“; das andere der „Fink contra Fink“-Stoff, der im ersten Entwurf lautet: „Einer ist Mitarbeiter bei zwei feindlichen Blättern. Er schreibt Artikel gegen sich, wird nach und nach so scharf, dass er sich fordern muss. Wie seine Freunde ihn hetzen. Er wird gut bezahlt von der Regierung, ist aber selbst ganz anderer Ansicht und kann sein Gewissen nicht anders beruhigen, als indem er gegen sich selbst schreibt.“

## Inhalt

### 1. Akt
Der 23-jährige  begabte Journalist Fliederbusch publiziert in der liberalen Wiener Tageszeitung Die Gegenwart, einem „demokratischen Organ“, eine Entgegnung auf einen Artikel. Den hat ein gewisser Herr Fink in dem Wochenblatt Die elegante Welt veröffentlicht. Es geht um eine Parlamentsrede des Grafen Gisbert Niederhof, Vertreter der Feudalen im Parlament, zu Unruhen in Strakonitz. Fliederbusch wendet sich gegen eine menschenverachtende Äußerung des Grafen. Entstammt Fliederbusch doch einer verarmten kinderreichen Wiener Familie und wird vom Chefredakteur für seine Arbeit schlecht bezahlt.
Auf Betreiben des verantwortlichen Redakteurs will sich die Gegenwart von Fliederbusch trennen. Der Chefredakteur, der eine Nase für Talente hat, bedauert das zwar, ist jedoch mit dem geplanten Hinauswurf einverstanden.

### 2. Akt
Fink und Fliederbusch, so wird der Zuschauer bald überrascht, sind ein und dieselbe Person. Graf Niederdorf nimmt – vornehmlich mittels zahlungskräftiger Herren in Hinterhand – massiven Einfluss auf die „Tonart“ in der Eleganten Welt. Ein „militanter“ Ton soll in dem Blatt angeschlagen werden. Fink alias Fliederbusch tutet in das Horn des Grafen; stellt ihm seine Feder zur Verfügung. Der Herr Graf ist hoch erfreut.
Herr Styx, ein Mitarbeiter der Eleganten Welt, hat zu Hause die Schränke berstend voll mit Material gegen alle möglichen Leute in Wien. Der ehemalige Offizier, ein übler Erpresser, hat Spielschulden. Er enttarnt Fliederbusch unter vier Augen – natürlich um des eigenen Vorteils willen.
Zwei weitere Herren von der Eleganten Welt lesen aus Fliederbuschs o. g. Entgegnung eine Beleidigung ihres jungen Kollegen Fink heraus. Die Schande muss mit Blut abgewaschen werden. Fink hat nichts gegen das Duell. Die Modalitäten sind rasch verhandelt.

### 3. Akt
Fink biedert sich bei dem Grafen so sehr an, dass der Adelige – gleichsam als Verursacher des Duells – sich für Fink schlagen möchte. Der Journalist lehnt ab. Am Ort des Duells klärt Fliederbusch den Grafen, die Vertreter der beiden Zeitungen und die anderen Anwesenden über die Identität der Duellanten auf. Beide Chefredakteure überbieten sich mit einträglichen Angeboten. Jeder beansprucht den talentierten Schreiberling für sein Blatt. Die Gegenwart, deren Chefredakteur nicht zahlen und Fliederbusch entlassen wollte, macht das Rennen.

## Selbstzeugnis
Schnitzler beschreibt den Unterschied zwischen Schriftsteller und Journalist: „Der Dichter scheint sich vom Literaten manchmal nur durch seine geringe Geschicklichkeit in den Bemühungen um einen äußeren Erfolg zu unterschieden.“

## Rezeption
- Der erhoffte Premierenerfolg der „bissigen Satire“ sei ausgeblieben.[9]
- Der „politische Journalismus“ wird verspottet.[10]
- Einige Wiener Journalisten glaubten seinerzeit (anno 1917), sich in dem Stück wiederzufinden.[11]
- Arnold[12] gibt vier weiterführende Literaturstellen zu dem Stück an (Jeffrey B. Berlin (1992), G. J. Weinberger (1993 und 1996) sowie Sigurd Paul Scheichl (1996)). Perlmann[13] nennt noch Blair Ewing (1966), Ernst L. Offermanns (1970) und Kilian (1972).

## Verfilmung
- „Fink und Fliederbusch“. Regie: Peter Beauvais. ARD, HR 1969. Mit Harald Harth, Franz Stoß, Otto Tausig und Guido Wieland.

## Hörspiel
Eintrag 25 in: Hörspiele (Memento vom 5. Dezember 2008 im Internet Archive)
- "Fink und Fliederbusch" Erstsendung am 1. August 1954. Regie: Walter Davy. Rot-Weiß-Rot Studio Wien. Mit Karl Fernbach, Oskar Karlweis, Helmut Krauß, Helene Lauterböck, Alfred Neugebauer, Alexander Trojan und André Marcel.